# Gęsia skórka (serial telewizyjny)
Gęsia skórka (ang. Goosebumps) – kanadyjsko-amerykański serial fantastyczny dla dzieci i młodzieży, zrealizowany na podstawie książek amerykańskiego powieściopisarza R.L. Stine’a.
Serial kręcono w Toronto, Ontario i Bellevue.

## Emisja na świecie
Gęsia skórka po raz pierwszy została wyemitowana w Kanadzie na kanałach YTV (w języku angielskim) oraz Canal Famille (w języku francuskim) oraz w Stanach Zjednoczonych na kanale Fox Kids. Serial był emitowany od 1995 do 1998 roku, natomiast powtórki na kanale Fox Family trwały do 2000 roku.

## Emisja w Polsce
W Polsce początkowo serial wyemitował kanał Fox Kids (od 1998 roku) w bloku „Strefa strachu”. W latach 2003–2005 serial emitował TV4. Po zmianie Fox Kids w Jetix w 2005 roku emisję serialu kontynuowano aż do czasu zastąpienia kanału przez Disney XD w 2009 roku. 4 sierpnia i 13 października 2007 roku Jetix wyemitował blok programowy trzyczęściowego odcinka Dreszczologia.
12 lutego 2014 roku serial ponownie zaczęły emitować TV Puls i TV Puls 2, z których stacja pierwsza zaprzestała emisji po kilku odcinkach, a Puls 2 wyemitowała 25 odcinków (do 22 marca 2014 roku). Emisję wznowiono po 3-miesięcznej przerwie, na Puls 2, 30 czerwca 2014 roku. Wyemitowano 14 kolejnych odcinków, po czym 23 lipca 2014 roku ponownie zdjęto serial z ramówki.
Z nową wersją polskiego dubbingu serial był dostępny na platformie Netflix. Został usunięty z oferty 31 października 2018 roku.

## Odcinki
Serial w amerykańskiej składa się z 74 odcinków; w Polsce w telewizji Fox Kids wyemitowano 52 odcinki w 2 seriach.
- I seria – 20 odcinków
- II seria – 24 odcinków
- III seria – 22 odcinków
- IV seria – 8 odcinków
- niewyemitowane – 30 odcinków

Na początku 2014 roku reemisję serialu przygotowała TV Puls. Pracę nad ponownym opracowaniem tłumaczeń zlecono Studiu Publishing. Tekst opracowała Małgorzata Samborska. Zmieniono kolejność emitowanych odcinków oraz wprowadzono nowe tytuły i tłumaczenia odcinków. Znany z wcześniejszych emisji dubbing zastąpiono lektorem, któremu głosu udzielił Maciej Gudowski. Serial wyemitowała TV Puls i TV Puls 2.

## Wersja polska

### Pierwsza wersja dubbingu
Opracowanie wersji polskiej:
- Studio Eurocom (odc. 1, 57-59, 63-64, 67-70, 73-74)
- Start International Polska (odc. 47, 49, 54, 66)

Reżyseria: Dobrosława Bałazy

Dialogi polskie:
- Zbigniew Borek (odc. 1)
- Elżbieta Chojnowska (odc. 57-59, 69-70, 73-74)
- Katarzyna Precigs (odc. 64)
- Katarzyna Orzeszek (odc. 47)
- Dariusz Dunowski (odc. 49)
- Magdalena Dwojak (odc. 54, 66)
- Elwira Trzebiatowska (odc. 63)
- Aleksandra Łyszkiewicz (odc. 67-68)

Dźwięk i montaż:
- Anna Rutkowska (odc. 57-59, 69-70, 73-74)
- Jacek Kacperek (odc. 1, 47, 49, 54)
- Jerzy Wierciński (odc. 66)

Kierownictwo produkcji:
- Marzena Wiśniewska (odc. 1, 57-59, 63-64, 67-70, 73-74)
- Bogumiła Adler (odc. 47, 49, 54, 66)

Udział wzięli:
- Anna Apostolakis –
  - Natasha McClain (odc. 38),
  - Pani Crandle (odc. 66)
- Piotr Baczyński
- Adam Bauman –
  - Zamaskowany Mutant,
  - Prezenter teleturnieju potworów z rodziną Morrisów
- Elżbieta Bednarek –
  - Carly Beth Caldwell (odc. 1-2),
  - Matka Lucy (odc. 4),
  - Trenerka (odc. 20),
  - Duch kobiety (odc. 47),
  - Sue (odc. 66)
- Tomasz Bednarek –
  - Robbie (odc. 47),
  - Prezenter telewizyjny (odc. 49),
  - Benjy (odc. 66)
- Włodzimierz Bednarski – Brad Sadler (odc. 28)
- Jacek Bończyk –
  - Cory (odc. 20),
  - Obozowicz #2 (odc. 66)
- Olga Bończyk –
  - Dawn (odc. 5-6),
  - Anna Frost (odc. 20),
  - Terri Sadler (odc. 28),
  - Matka Setha (odc. 49),
  - Rebecca (odc. 66)
- Jacek Braciak – Chris Wakely (odc. 47)
- Janusz Bukowski
- Jarosław Boberek –
  - Larry (odc. 5-6),
  - Kevin Kertz (odc. 49),
  - Pan Blankenship (odc. 66)
- Izabela Dąbrowska – Jessica Walters (odc. 63-65)
- Grzegorz Drojewski – Obozowicz #1 (odc. 66)
- Izabella Dziarska – pani Wakely (odc. 47)
- Andrzej Ferenc – Iluzjonista
- Agata Gawrońska –
  - Samantha Byrd (odc. 20),
  - Sheena Deep (odc. 73-74)
- Joanna Jabłczyńska
- Joanna Jędryka
- Artur Kaczmarski – Spiker telewizyjny (odc. 49)
- Stefan Knothe – Tony (odc. 49)
- Jacek Kopczyński
- Krystyna Kozanecka – Matka Samanthy (odc. 20)
- Mirosława Krajewska
- Agnieszka Kunikowska – Matka Carly Beth (odc. 1-2)
- Cezary Kwieciński –
  - Sam Sadler (odc. 28),
  - Nathan (odc. 47),
  - Seth Gold (odc. 49)
- Agnieszka Matynia
- Józef Mika
- Sara Müldner – Jamie Gold (odc. 49)
- Ryszard Nawrocki
- Łukasz Nowicki – Billy Deep (odc. 73-74)
- Dariusz Odija –
  - R.L. Stine,
  - Właściciel przeklętego aparatu fotograficznego,
  - Ojciec Lucy (odc. 4),
  - Ojciec Setha  (odc. 49),
  - Lektor
- Aleksandra Rojewska –
  - Lucy Dark (odc. 4),
  - Judith Bellwood (odc. 20),
  - Iris (odc. 38)
- Iwona Rulewicz –
  - Sabrina Mason (odc. 1-2)
  - Martha (odc. 66)
- Zbigniew Suszyński –
  - Harrison Sadler (odc. 28),
  - Wampir-dziadek
- Wacław Szklarski
- Robert Tondera –
  - Wujek Al (odc. 5-6),
  - Nauczyciel (odc. 38),
  - Duch mężczyzny (odc. 47)
- Emilia Wąsowska – Lori (odc. 47)
- Jacek Wolszczak –
  - Noah Caldwell (odc. 1-2),
  - Aaron (odc. 4),
  - Billy (odc. 5-6),
  - Richard Holman (odc. 49)
- Tomasz Kozłowicz – Mike (odc. 5-6)

i inni

### Druga wersja dubbingu
Wersja polska: SDI Media Polska na zlecenie Netflix

Reżyseria: Wojciech Paszkowski

Tłumaczenie i dialogi: Tomasz Robaczewski

Koordynacja produkcji: Anita Ucińska

Wystąpili:
- Wojciech Paszkowski – Narrator w czołówce
- Janek Barwiński –
  - 6-letni Michael (odc. 3),
  - Jed Kramer (odc. 10),
  - Casey Brewer (odc. 12-13),
  - różne głosy (odc. 3, 5-7, 10, 12-15)
- Waldemar Barwiński –
  - Pan Webster, tata Michaela (odc. 3),
  - Pan Dark, tata Lucy (odc. 4),
  - George (odc. 5-6),
  - Tata Billy’ego (odc. 6),
  - Emile (odc. 7),
  - Kierowca (odc. 9),
  - Dennis (odc. 10),
  - Pan Boyd (odc. 11),
  - Pan Turnbull (odc. 11),
  - Doktor Marek (odc. 12-13),
  - Pająk (odc. 15),
  - różne głosy (odc. 3-7, 8-13, 15)
- Justyna Bojczuk –
  - Brooke Rogers (odc. 7),
  - Kim (odc. 8),
  - Amy Kramer (odc. 10),
  - Lily Turnbull (odc. 11),
  - różne głosy (odc. 3, 5-8, 10-12, 15)
- Mateusz Ceran –
  - Aaron (odc. 4),
  - Mike (odc. 5-6),
  - Corey Sklar (odc. 7),
  - Carlo (odc. 15),
  - różne głosy (odc. 3, 5-7, 9-12, 14-15)
- Franciszek Dziduch –
  - Michael Webster (odc. 3),
  - Kolega Michaela (odc. 3),
  - Randy (odc. 4),
  - Colin (odc. 5-6),
  - Zeke Mathews (odc. 7),
  - Jerry Hawkins (odc. 8),
  - Jerry (odc. 11),
  - Daniel Merton (odc. 15),
  - różne głosy (odc. 3-8, 10-12, 14-15)
- Agnieszka Fajlhauer –
  - Pani Webster (odc. 3),
  - Pani Walker (odc. 7),
  - Duch pianistki (odc. 8),
  - Pani Boyd (odc. 11),
  - Pani Turnbull (odc. 11),
  - różne głosy (odc. 3, 7-11, 15)
- Karol Jankiewicz –
  - Billy (odc. 5-6),
  - Brian Colson (odc. 7),
  - Manny (odc. 11),
  - Bird (odc. 15),
  - różne głosy (odc. 3, 5-7, 9-12, 14-15)
- Olga Kalicka –
  - Sara Kramer (odc. 10),
  - Shari (odc. 15),
  - różne głosy (odc. 3, 5-8, 10, 12-15)
- Julia Kołakowska –
  - Pani Dark (odc. 4),
  - Mama Billy’ego (odc. 6),
  - Pani Kramer, mama Amy (odc. 10),
  - Pani Banks (odc. 15),
  - Policjantka (odc. 15),
  - różne głosy (odc. 3, 5-8, 10, 12-15)
- Aleksandra Kowalicka –
  - Lucy Dark (odc. 4),
  - Dawn (odc. 5-6),
  - Tina Powell (odc. 7),
  - Margo (odc. 10),
  - Margaret (odc. 12-13),
  - różne głosy (odc. 3-7, 10, 12-13, 15)
- Janusz Kruciński –
  - Pan Toggle (odc. 8),
  - Pan Brewer, tata Margaret (odc. 12-13),
  - Pan Merton (odc. 15),
  - różne głosy (odc. 3, 7-10, 12-15)
- Cezary Kwieciński –
  - Klaun (odc. 3),
  - Anthony (odc. 3),
  - Wujek Al (odc. 5-6),
  - Tata Jerry’ego (odc. 8),
  - Slappy (odc. 10),
  - Pośrednik (odc. 11),
  - różne głosy (odc. 3, 5-11, 14-15)
- Maja Konkel –
  - Tara (odc. 3),
  - Sari Hassad (odc. 9),
  - różne głosy (odc. 3, 9-10)
- Karol Osentowski –
  - Larry (odc. 5-6),
  - Larry Boyd (odc. 11),
  - Greg Banks (odc. 15),
  - różne głosy (odc. 3, 5-7, 10-12, 14-15)
- Miłogost Reczek –
  - Pan Mortman (odc. 4),
  - Pan Levy (odc. 7),
  - Doktor Shreek (odc. 8),
  - Ben Hassad (odc. 9),
  - Pan Kramer, tata Amy (odc. 10),
  - Doktor Murkin (odc. 11),
  - Pan Banks, tata Grega (odc. 15),
  - różne głosy (odc. 4, 7-11, 15)
- Maksymilian Michasiów –
  - Roger (odc. 5-6),
  - Terry Banks (odc. 15),
  - różne głosy (odc. 5-6, 14-15)
- Mateusz Narloch –
  - Gabe (odc. 9),
  - Joey (odc. 15),
  - różne głosy (odc. 5-7, 9-11, 14-15)
- Anna Gajewska –
  - Adele Hawkins (odc. 8),
  - Nila Rahmad (odc. 9),
  - Pani Brewer, mama Margaret (odc. 12-13),
  - Pani Merton (odc. 15),
  - Pani Vanderhoff (odc. 15),
  - różne głosy (odc. 8-9, 12-14)
- Natalia Jankiewicz – Kat Merton (odc. 14)

i inni
Lektor tytułów: Artur Kaczmarski

## Książki
Serial został nakręcony na podstawie książek R.L. Stine’a, amerykańskiego pisarza horrorów. Na świecie wydano wiele tytułów z tej serii, które jednak nie doczekały się przekładu na język polski. W Polsce wydano tylko pięć tomów z serii Gęsia skórka, każdy z nich zawiera dwie straszne historie:
- Krew potwora i Zdjęcie przepowie ci śmierć (tom I)
- Klątwa z przeszłości i Znikamy (tom II)
- Noc lalki i Lucy i potwory (tom III)
- Obóz koszmarów i Duch z sąsiedztwa (tom IV)
- Witamy w Domu Śmierci i Nie wchodźcie do piwnicy (tom V)

Polskim wydawcą jest „Świat Książki”.

## Spis odcinków
| Nr             | Tytuł polski (Fox Kids)                       | Tytuł polski (Netflix)     | Tytuł polski (TV Puls)          | Tytuł oryginalny                              |
| -------------- | --------------------------------------------- | -------------------------- | ------------------------------- | --------------------------------------------- |
|                |                                               |                            |                                 |                                               |
| SERIA PIERWSZA |                                               |                            |                                 |                                               |
|                |                                               |                            |                                 |                                               |
| 01             | Straszliwa maska                              |                            |                                 | The Haunted Mask                              |
| 02             | Straszliwa maska                              |                            |                                 | The Haunted Mask                              |
|                |                                               |                            |                                 |                                               |
| 03             | Przeznaczenie z kukułką                       | Upiorny zegar z kukułką    | Klątwa zegara z kukułką         | The Cuckoo Clock of Doom                      |
|                |                                               |                            |                                 |                                               |
| 04             | Dziewczynka i potwór                          | Dziewczyna i potwór        |                                 | The Girl Who Cried Monster                    |
|                |                                               |                            |                                 |                                               |
| 05             | Witamy na obozie koszmarów                    | Obóz „Piekło”              | Obóz koszmarów                  | Welcome to Camp Nightmare                     |
| 06             | Witamy na obozie koszmarów                    | Obóz „Piekło”              | Obóz koszmarów                  | Welcome to Camp Nightmare                     |
|                |                                               |                            |                                 |                                               |
| 07             | Widmo z teatru                                | Upiór w szkole             | Upiór w audytorium              | Phantom of the Auditorium                     |
|                |                                               |                            |                                 |                                               |
| 08             |                                               | Gra na pianinie to mordęga | Zabójcze lekcje                 | Piano Lessons Can Be Murder                   |
|                |                                               |                            |                                 |                                               |
| 09             |                                               | Powrót mumii               | Mumia powraca                   | Return of the Mummy                           |
|                |                                               |                            |                                 |                                               |
| 10             | Noc żywych lalek                              | Noc żywej kukły, część II  |                                 | Night of the Living Dummy II                  |
|                |                                               |                            |                                 |                                               |
| 11             | Psia przygoda                                 | Włochata przygoda          | Włochata przygoda               | My Hairiest Adventure                         |
|                |                                               |                            |                                 |                                               |
| 12             | Nie wchodźcie do piwnicy                      | Nie wchodzić do piwnicy    |                                 | Stay Out of the Basement                      |
| 13             | Nie wchodźcie do piwnicy                      | Nie wchodzić do piwnicy    |                                 | Stay Out of the Basement                      |
|                |                                               |                            |                                 |                                               |
| 14             | Coś spod zlewu                                | Potwór z szafki pod zlewem | Wypełzło spod zlewu             | It Came from Beneath the Sink!                |
|                |                                               |                            |                                 |                                               |
| 15             | Zdjęcie przepowie ci śmierć                   | Uśmiech i znikasz          |                                 | Say Cheese and Die!                           |
|                |                                               |                            |                                 |                                               |
| 16             | Noc w wieży strachu                           |                            | Noc w wieży strachu             | A Night in Terror Tower                       |
| 17             | Noc w wieży strachu                           |                            | Noc w wieży strachu             | A Night in Terror Tower                       |
|                |                                               |                            |                                 |                                               |
| 18             | Wilkołak z Gorących Bagien                    |                            |                                 | The Werewolf of Fever Swamp                   |
| 19             | Wilkołak z Gorących Bagien                    |                            |                                 | The Werewolf of Fever Swamp                   |
|                |                                               |                            |                                 |                                               |
| SERIA DRUGA    |                                               |                            |                                 |                                               |
|                |                                               |                            |                                 |                                               |
| 20             | Ostrożnie z życzeniami                        |                            |                                 | Be Careful What You Wish For...               |
|                |                                               |                            |                                 |                                               |
| 21             | Atak mutanta                                  |                            | Mutant atakuje                  | Attack of the Mutant                          |
| 22             | Atak mutanta                                  |                            | Mutant atakuje                  | Attack of the Mutant                          |
|                |                                               |                            |                                 |                                               |
| 23             |                                               |                            | Magiczna sztuczka               | Bad Hare Day                                  |
|                |                                               |                            |                                 |                                               |
| 24             |                                               |                            |                                 | The Headless Ghost                            |
|                |                                               |                            |                                 |                                               |
| 25             |                                               |                            | Świat dżdżownic                 | Go Eat Worms!                                 |
|                |                                               |                            |                                 |                                               |
| 26             |                                               |                            |                                 | You Can't Scare Me                            |
|                |                                               |                            |                                 |                                               |
| 27             | Zemsta ogrodowych gnomów                      |                            | Zemsta gnomów                   | Revenge of the Lawn Gnomes                    |
|                |                                               |                            |                                 |                                               |
| 28             | Nawiedzona plaża                              |                            | Nawiedzona plaża                | Ghost Beach                                   |
|                |                                               |                            |                                 |                                               |
| 29             | Atak dyniogłowych                             |                            | Jack-o'-lantern atakuje         | Attack of the Jack O’Lanterns                 |
|                |                                               |                            |                                 |                                               |
| 30             | Straszliwa maska II                           |                            | Straszliwa maska II             | The Haunted Mask II                           |
| 31             | Straszliwa maska II                           |                            | Straszliwa maska II             | The Haunted Mask II                           |
|                |                                               |                            |                                 |                                               |
| 32             |                                               |                            | Niewidzialni                    | Let's Get Invisible!                          |
|                |                                               |                            |                                 |                                               |
| 33             | Strachy budzą się w nocy                      |                            | Strach na wróble spaceruje nocą | The Scarecrow Walks at Midnight               |
|                |                                               |                            |                                 |                                               |
| 34             |                                               |                            | Krew potwora                    | Monster Blood                                 |
| 35             | More Monster Blood                            |                            | Krew potwora                    |                                               |
|                |                                               |                            |                                 |                                               |
| 36             |                                               |                            | Oddech wampira                  | Vampire Breath                                |
|                |                                               |                            |                                 |                                               |
| 37             | Jak zabić potwora                             |                            | Jak zabić potwora               | How to Kill a Monster                         |
|                |                                               |                            |                                 |                                               |
| 38             | Wzywając wszystkie straszydła                 |                            | Wzywam wszystkie paskudy        | Calling All Creeps                            |
|                |                                               |                            |                                 |                                               |
| 39             | Witajcie w strasznym domu                     |                            | Witamy w domu umarłych          | Welcome to Dead House                         |
| 40             | Witajcie w strasznym domu                     |                            | Witamy w domu umarłych          | Welcome to Dead House                         |
|                |                                               |                            |                                 |                                               |
| 41             |                                               |                            | Nie budźcie mumii               | Don't the Wake Mummy!                         |
|                |                                               |                            |                                 |                                               |
| 42             |                                               |                            | Żarłoczny glut                  | The Blob That Ate Everyone!                   |
|                |                                               |                            |                                 |                                               |
| 43             |                                               |                            | Noc żywej lalki III             | Night of the Living Dummy III                 |
| 44             |                                               |                            | Noc żywej lalki III             | Night of the Living Dummy III                 |
|                |                                               |                            |                                 |                                               |
| SERIA TRZECIA  |                                               |                            |                                 |                                               |
|                |                                               |                            |                                 |                                               |
| 45             |                                               |                            |                                 | A Shocker on Shock Street                     |
|                |                                               |                            |                                 |                                               |
| 46             | Mój przyjaciel jest niewidzialny              |                            |                                 | My Best Friend is Invisible                   |
|                |                                               |                            |                                 |                                               |
| 47             | Nawiedzony dom                                |                            | Dom bez wyjścia                 | The House of No Return                        |
|                |                                               |                            |                                 |                                               |
| 48             | Strach zasypiać                               |                            | Nie zasypiaj!                   | Don't Go to Sleep!                            |
|                |                                               |                            |                                 |                                               |
| 49             | Pstryk                                        |                            |                                 | Click                                         |
|                |                                               |                            |                                 |                                               |
| 50             |                                               |                            | Dawna opowieść                  | An Old Story                                  |
|                |                                               |                            |                                 |                                               |
| 51             |                                               |                            |                                 | The Barking Ghost                             |
|                |                                               |                            |                                 |                                               |
| 52             |                                               |                            | Dzień w Horrorlandii            | One Day at Horrorland                         |
| 53             |                                               |                            | Dzień w Horrorlandii            | One Day at Horrorland                         |
|                |                                               |                            |                                 |                                               |
| 54             | Nawiedzony dom gier                           |                            |                                 | The Haunted House Game                        |
|                |                                               |                            |                                 |                                               |
| 55             | Wzorowa szkoła                                |                            | Idealna szkoła                  | Perfect School                                |
| 56             | Wzorowa szkoła                                |                            | Idealna szkoła                  | Perfect School                                |
|                |                                               |                            |                                 |                                               |
| 57             | Wilczy jar                                    |                            |                                 | Werewolf Skin                                 |
| 58             | Wilczy jar                                    |                            |                                 | Werewolf Skin                                 |
|                |                                               |                            |                                 |                                               |
| 59             | Niezwykłe mrówki                              |                            |                                 | Awesome Ants                                  |
|                |                                               |                            |                                 |                                               |
| 60             |                                               |                            |                                 | Bride of the Living Dummy                     |
|                |                                               |                            |                                 |                                               |
| 61             |                                               |                            |                                 | Strained Peas                                 |
|                |                                               |                            |                                 |                                               |
| 62             |                                               |                            | Uśmiech, proszę!                | Say Cheese and Die – Again!                   |
|                |                                               |                            |                                 |                                               |
| 63             | Dreszczologia, cz. I: Fortuna kołem się toczy |                            |                                 | Chillogy, Pt. 1: Squeal of Fortune            |
|                |                                               |                            |                                 |                                               |
| 64             | Dreszczologia, cz. II: Trzeci aut i odpadasz  |                            |                                 | Chillogy, Pt. 2: Strike Three...You're Doomed |
|                |                                               |                            |                                 |                                               |
| 65             | Dreszczologia, cz. III: Ucieczka z Karlsville |                            |                                 | Chillogy, Pt. 3: Escape from Karlsville       |
|                |                                               |                            |                                 |                                               |
| 66             | Zielona szkoła                                |                            |                                 | Teacher’s Pet                                 |
|                |                                               |                            |                                 |                                               |
| SERIA CZWARTA  |                                               |                            |                                 |                                               |
|                |                                               |                            |                                 |                                               |
| 67             | Jak dostałem głowę w paczce                   |                            |                                 | How I Got My Shrunken Head                    |
| 68             | Jak dostałem głowę w paczce                   |                            |                                 | How I Got My Shrunken Head                    |
|                |                                               |                            |                                 |                                               |
| 69             | Duch z naprzeciwka                            |                            |                                 | The Ghost Next Door                           |
| 70             | Duch z naprzeciwka                            |                            |                                 | The Ghost Next Door                           |
|                |                                               |                            |                                 |                                               |
| 71             | Płacz kota                                    |                            |                                 | Cry of the Cat                                |
| 72             | Płacz kota                                    |                            |                                 | Cry of the Cat                                |
|                |                                               |                            |                                 |                                               |
| 73             | Wakacje u wujka Harolda                       |                            |                                 | Deep Trouble                                  |
| 74             | Wakacje u wujka Harolda                       |                            |                                 | Deep Trouble                                  |
|                |                                               |                            |                                 |                                               |